# Estado Plano de Tensão

Estado Plano de Tensão num espaço contínuo

Na mecânica de meios contínuos, diz-se que um material está sob o Estado Plano de Tensão quando o vetor de tensão normal a um dos planos principais é zero. Quando esta situação ocorre sobre um elemento de estrutura inteiro, como é o caso de placas finas, a análise de tensões simplifica-se consideravelmente, já que o estado de tensão pode ser representado por um tensor de dimensão 2 (apresentável através de uma matriz de 2 × 2 em vez de uma matriz 3 × 3). Uma noção relacionada, estado plano de deformação, é também aplicável em membros muito espessos.
O estado plano de tensão ocorre tipicamente em placas finas que são sujeitas apenas a forças de carga paralelas a elas. Em certas situações, uma placa ligeiramente curvada pode ser assumida como tendo estado plano de tensão para propósitos de análise de tensões. Este é o caso, por exemplo, de um cilindro de paredes finas ocupado por um fluido sob pressão. Em tais casos, as componentes de tensão perpendiculares à placa são negligenciáveis quando comparadas com aquelas que são paralelas à mesma.
Em outras situações, contudo, a tensão de flexão de uma placa fina não pode ser desprezada. A análise pode ser simplificada através do uso de um domínio bidimensional, mas o tensor de estado plano de tensão para cada ponto deve ser complementado com os termos de flexão.

## Definição matemática
Matematicamente, a tensão em qualquer ponto do material está em estado plano de tensão se uma das três tensões principais (os valores próprios do tensor das tensões de Cauchy) é zero, isto é, o tensor de tensões no sistema de coordenadas cartesiano é,
{\displaystyle \sigma ={\begin{bmatrix}\sigma _{11}&0&0\\0&\sigma _{22}&0\\0&0&0\end{bmatrix}}\equiv {\begin{bmatrix}\sigma _{x}&0&0\\0&\sigma _{y}&0\\0&0&0\end{bmatrix}}}.
Por exemplo, considere-se um bloco de material rectangular medindo 10, 40 e 5 cm segundo {\displaystyle x}, {\displaystyle y} e {\displaystyle z} e que está a ser esticado na direcção {\displaystyle x} e comprimido na direcção {\displaystyle y} por pares de forças opostas com magnitude 10 N e 20 N, respectivamente, uniformemente distribuídas pelas faces correspondentes. O tensor de tensões do bloco seria de,
{\displaystyle \sigma ={\begin{bmatrix}500\mathrm {Pa} &0&0\\0&-4000\mathrm {Pa} &0\\0&0&0\end{bmatrix}}}.
Mais genericamente, se se escolhem as duas primeiras coordenadas arbitrariamente mas perpendiculares à direcção de tensão zero, o tensor de tensões terá a forma,
{\displaystyle \sigma ={\begin{bmatrix}\sigma _{11}&\sigma _{12}&0\\\sigma _{21}&\sigma _{22}&0\\0&0&0\end{bmatrix}}\equiv {\begin{bmatrix}\sigma _{x}&\tau _{xy}&0\\\tau _{yx}&\sigma _{y}&0\\0&0&0\end{bmatrix}}}
e poderá portanto ser representada em forma de matriz 2 × 2,
{\displaystyle \sigma _{ij}={\begin{bmatrix}\sigma _{11}&\sigma _{12}\\\sigma _{21}&\sigma _{22}\end{bmatrix}}\equiv {\begin{bmatrix}\sigma _{x}&\tau _{xy}\\\tau _{yx}&\sigma _{y}\end{bmatrix}}}.

## Estado Plano de Tensão em superfícies curvas
Em certos casos, o modelo de estado plano de tensão pode ser usado na análise de superfícies ligeiramente curvas. Por exemplo, considere-se um cilindro de paredes finas sujeito a uma força de compressão axial distribuída uniformemente ao longo do seu aro, estando este ocupado por um fluido pressurizado. A pressão interna gerará uma tensão cilíndrica na parede, uma tensão de tracção normal directamente perpendicular ao eixo do cilindro e tangencial à sua superfície. O cilindro pode ser conceptualmente desenrolado e analisado como uma placa rectangular fina sujeita a uma tensão de tracção numa direcção e a uma tensão de compressão na outra direcção, ambas paralelas à placa.

## Estado Plano de Deformação

Estado Plano de Deformação num espaço contínuo

Se uma dimensão é muito grande comparada com as outras, a tensão principal na direcção da dimensão mais longa é desprezada e pode ser considerada zero, cedendo à condição de estado plano de deformação. Neste caso, apesar de todas as tensões principais não serem zero, a tensão principal na direcção da dimensão mais longa pode ser ignorada para os cálculos. Logo, isto permite uma análise bidimensional das tensões, como é o caso da análise de barragens na secção de corte carregada pelas reservas.
O tensor de deformações correspondente é,
{\displaystyle \varepsilon _{ij}={\begin{bmatrix}\varepsilon _{11}&\varepsilon _{12}&0\\\varepsilon _{21}&\varepsilon _{22}&0\\0&0&\varepsilon _{33}\end{bmatrix}}\,\!}
no qual o termo não-zero {\displaystyle \varepsilon _{33}\,\!} surge a partir do coeficiente de Poisson. Este termo de deformação pode ser temporariamente removido a partir da análise de tensões para deixar apenas os termos do plano, reduzindo de forma efectiva a análise para duas dimensões.

## Transformação da tensão em estado plano de tensão e estado plano de deformação
Considere-se um ponto {\displaystyle P\,\!} num meio contínuo sob um estado plano de tensão, com as componentes de tensão {\displaystyle (\sigma _{x},\sigma _{y},\tau _{xy})\,\!} e todas as outras componentes de tensão iguais a zero. A partir do equilíbrio estático de um elemento material infinitesimal em {\displaystyle P\,\!}, a tensão normal {\displaystyle \sigma _{\mathrm {n} }\,\!} e a tensão de corte {\displaystyle \tau _{\mathrm {n} }\,\!} em qualquer plano perpendicular ao plano {\displaystyle x\,\!}-{\displaystyle y\,\!} que passe através de {\displaystyle P\,\!} com um vector unitário {\displaystyle \mathbf {n} \,\!} fazendo um ângulo {\displaystyle \theta \,\!} com a horizontal, ou seja, {\displaystyle \cos \theta \,\!}, é a direcção coseno na direcção {\displaystyle x\,\!}, saõ fornecidos por,
{\displaystyle \sigma _{\mathrm {n} }={\frac {1}{2}}(\sigma _{x}+\sigma _{y})+{\frac {1}{2}}(\sigma _{x}-\sigma _{y})\cos 2\theta +\tau _{xy}\sin 2\theta \,\!},
{\displaystyle \tau _{\mathrm {n} }=-{\frac {1}{2}}(\sigma _{x}-\sigma _{y})\sin 2\theta +\tau _{xy}\cos 2\theta \,\!}.

Transformação da tensão num ponto do meio contínuo sob condições de Estado Plano de Tensão

Estas equações indicam que numa condição de estado plano de tensão ou estado plano de deformação, podem-se determinar as componentes da tensão num ponto em todas as direcções, ou seja, como uma função de {\displaystyle \theta \,\!}, se se souber as componentes de tensão {\displaystyle (\sigma _{x},\sigma _{y},\tau _{xy})\,\!} em quaisquer duas direcções perpendiculares nesse ponto. É importante recordar que se considera a unidade de área de um elemento infinitesimal numa direcção paralela ao plano {\displaystyle y\,\!}-{\displaystyle z\,\!}.
As direcções principais, ou seja, a orientação dos planos onde as componentes de tensão de corte são zero, podem ser obtidas pela aplicação da equação anterior para a tensão de corte {\displaystyle \tau _{\mathrm {n} }\,\!} igual a zero. Logo tem-se,
{\displaystyle \tau _{\mathrm {n} }=-{\frac {1}{2}}(\sigma _{x}-\sigma _{y})\sin 2\theta +\tau _{xy}\cos 2\theta =0\,\!},
e obtém-se,
{\displaystyle \tan 2\theta _{\mathrm {p} }={\frac {2\tau _{xy}}{\sigma _{x}-\sigma _{y}}}\,\!}.

Componentes da tensão num plano que passa através de um ponto do meio contínuo sob condições de Estado Plano de Tensão

Esta equação define dois valores {\displaystyle \theta _{\mathrm {p} }\,\!} os quais estão separados por {\displaystyle 90^{\circ }\,\!} em ângulo. O mesmo resultado pode ser obtido por encontrar o ângulo {\displaystyle \theta \,\!} que faça com que a tensão normal {\displaystyle \sigma _{\mathrm {n} }\,\!} seja máxima, ou seja, {\displaystyle {\frac {d\sigma _{\mathrm {n} }}{d\theta }}=0\,\!}.
As tensões principais {\displaystyle \sigma _{1}\,\!} e {\displaystyle \sigma _{2}\,\!}, ou as tensões normais máximas e mínimas {\displaystyle \sigma _{\mathrm {max} }\,\!} e {\displaystyle \sigma _{\mathrm {min} }\,\!}, respectivamente, podem então ser obtidas pela substituição de ambos os valores de {\displaystyle \theta _{\mathrm {p} }\,\!} na equação anterior para {\displaystyle \sigma _{\mathrm {n} }\,\!}. Isto pode ser atingido pelo rearranjo das equações para {\displaystyle \sigma _{\mathrm {n} }\,\!} e {\displaystyle \tau _{\mathrm {n} }\,\!}, primeiro transpondo o primeiro termo na primeira equação elevar ao quadrado ambos as margens de cada equação, somando-as depois. Logo tem-se,
{\displaystyle {\begin{aligned}\left[\sigma _{\mathrm {n} }-{\tfrac {1}{2}}(\sigma _{x}+\sigma _{y})\right]^{2}+\tau _{\mathrm {n} }^{2}&=\left[{\tfrac {1}{2}}(\sigma _{x}-\sigma _{y})\right]^{2}+\tau _{xy}^{2}\\(\sigma _{\mathrm {n} }-\sigma _{\mathrm {avg} })^{2}+\tau _{\mathrm {n} }^{2}&=R^{2}\end{aligned}}\,\!},
onde,
{\displaystyle R={\sqrt {\left[{\tfrac {1}{2}}(\sigma _{x}-\sigma _{y})\right]^{2}+\tau _{xy}^{2}}}\quad {\text{e}}\quad \sigma _{\mathrm {med} }={\tfrac {1}{2}}(\sigma _{x}+\sigma _{y})\,\!},
o qual é a equação de um círculo de raio {\displaystyle R\,\!} centrado num ponto de coordenadas {\displaystyle [\sigma _{\mathrm {med} },0]\,\!}, denominado Círculo de Mohr. Conhecendo-o para as tensões principais e a tensão de corte {\displaystyle \tau _{\mathrm {n} }=0\,\!}, então obtém-se a partir desta equação,

Transformação das tensões em duas dimensões, mostrando os planos de acção das tensões principais, e as tensões de corte máximas e mínimas

{\displaystyle \sigma _{1}=\sigma _{\mathrm {max} }={\tfrac {1}{2}}(\sigma _{x}+\sigma _{y})+{\sqrt {\left[{\tfrac {1}{2}}(\sigma _{x}-\sigma _{y})\right]^{2}+\tau _{xy}^{2}}}\,\!},
{\displaystyle \sigma _{2}=\sigma _{\mathrm {min} }={\tfrac {1}{2}}(\sigma _{x}+\sigma _{y})-{\sqrt {\left[{\tfrac {1}{2}}(\sigma _{x}-\sigma _{y})\right]^{2}+\tau _{xy}^{2}}}\,\!}.
Quando {\displaystyle \tau _{xy}=0\,\!} o elemento infinitesimal estão orientado na direcção das tensões principais, pelo que as tensões que actuam no elemento rectangular são as tensões principais, {\displaystyle \sigma _{x}=\sigma _{1}\,\!} e {\displaystyle \sigma _{y}=\sigma _{2}\,\!}. Então a tensão normal {\displaystyle \sigma _{\mathrm {n} }\,\!} e a tensão de corte {\displaystyle \tau _{\mathrm {n} }\,\!} como uma função das tensões principais podem ser determinados através da aplicação de {\displaystyle \tau _{xy}=0\,\!}. Logo tem-se,
{\displaystyle \sigma _{\mathrm {n} }={\frac {1}{2}}(\sigma _{1}+\sigma _{2})+{\frac {1}{2}}(\sigma _{1}-\sigma _{2})\cos 2\theta \,\!},
{\displaystyle \tau _{\mathrm {n} }=-{\frac {1}{2}}(\sigma _{1}-\sigma _{2})\sin 2\theta \,\!}.
Então a tensão de corte máxima {\displaystyle \tau _{\mathrm {max} }\,\!} ocorre quando {\displaystyle \sin 2\theta =1\,\!}, ou seja, {\displaystyle \theta =45^{\circ }\,\!},
{\displaystyle \tau _{\mathrm {max} }={\frac {1}{2}}(\sigma _{1}-\sigma _{2})\,\!}.
Então a tensão de corte mínima {\displaystyle \tau _{\mathrm {min} }\,\!} ocorre quando {\displaystyle \sin 2\theta =-1\,\!}, ou seja, {\displaystyle \theta =135^{\circ }\,\!},
{\displaystyle \tau _{\mathrm {min} }=-{\frac {1}{2}}(\sigma _{1}-\sigma _{2})\,\!}.